# Casa de Dioniso (Delos)
La Casa de Dionisio es el nombre que recibía en la antigüedad una casa privada de la isla de Delos, en Grecia. Sus ruinas forman parte del yacimiento arqueológico de Delos, declarado Patrimonio de la Humanidad por la Unesco. Más concretamente, la casa forma parte del llamado barrio del Teatro de Delos.

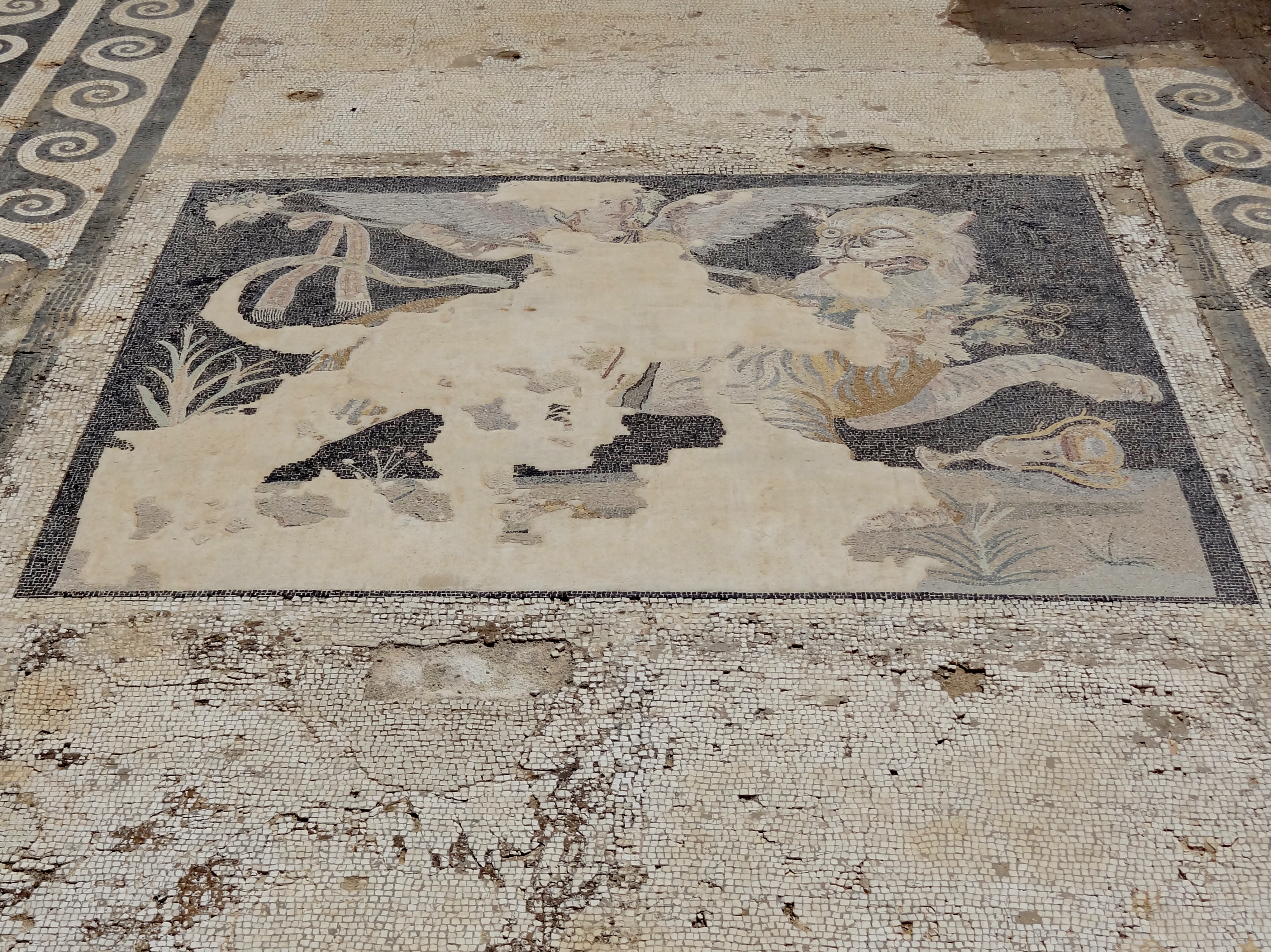
La casa debe su nombre al mosaico de Dioniso montado en un tigre.

Fue construida en el período helenístico alrededor del 200-100 a. C.. Se encuentra al norte del Teatro de Delos, cerca de la llamada Casa de Cleopatra. La casa toma su nombre del opus vermiculatum, un mosaico del suelo que representa al alado Dioniso montado en un tigre, probablemente de regreso de su viaje a India.